# Faxfleet

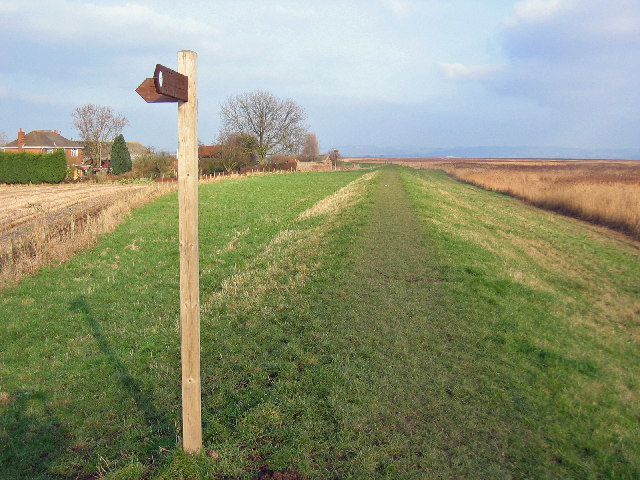
Faxfleet.

Faxfleet es una aldea en el Yorkshire del Este, Inglaterra. Está situada aproximadamente a 12,1 km al este del centro de la ciudad de Goole. Se encuentra al comienzo del Humber, en la orilla septentrional, donde el río Ouse y el río Trent se encuentran. Faxfleet forma parte de la parroquia civil de Blacktoft.
Faxfleet fue el lugar del Faxfleet Preceptory, una anterior comunidad de Caballeros Templarios. Fue uno de los preceptorios principales de Yorkshire, con un valor de más de £300 (equivalente a £100.000 de hoy) cuando se cerró en 1308.